# Electronic stability program
Een electronic stability program (ESP, letterlijk vertaald: elektronische stabiliteitscontrole), door sommige autofabrikanten ESC (Electronic Stability Control) genoemd, is een actief rijveiligheidssysteem.
ESP ondersteunt de bestuurder van een voertuig wanneer deze in een kritieke situatie terechtkomt waarbij het voertuig dreigt te slippen: bij plotselinge uitwijkmanoeuvres voor hindernissen, bij verkeerd ingeschatte bochten of bij een verraderlijk wegdek.

## Geschiedenis
Het eerste ESP-systeem is bedacht en ontwikkeld door de Nederlander Anton van Zanten, van Robert Bosch GmbH, en de Duitser Armin Müller, van Mercedes-Benz. De Duitser Frank-Werner Mohn, die eveneens in dienst bij Mercedes was, was ook een belangrijke schakel bij de ontwikkeling van dit systeem. Mercedes-Benz was het eerste automerk dat het in een auto op de markt bracht onder de naam Elektronisches Stabilitätsprogramm. ESP is door de ontwikkelaars en enkele andere partijen in 1995 op de massamarkt gebracht. Mercedes-Benz was de eerste constructeur die, in 1999, ESP standaard aanbracht op al zijn modellen. Inmiddels passen ook andere autofabrikanten ESP standaard toe in nieuwe modellen.

## Werking
Een microprocessor controleert de signalen van de ESP-sensoren en vergelijkt 25 keer per seconde of de wensen van de bestuurder en de richting waarin het voertuig zich beweegt overeenkomen. Als het voertuig zich in een andere richting beweegt dan de stuurrichting aangeeft, reageert ESP onmiddellijk. ESP gaat dan doelgericht de afzonderlijke wielen afremmen waardoor het voertuig gestabiliseerd wordt en in de juiste richting wordt gestuurd. Een auto met ESP beschikt automatisch ook over twee andere actieve veiligheidssystemen: een antiblokkeersysteem (ABS) en tractiecontrole (ASR). ABS voorkomt dat de wielen blokkeren bij het remmen waardoor het voertuig onbestuurbaar zou worden. ASR (ook wel TCS of Traction Control System genoemd) voorkomt dat de aangedreven wielen doordraaien (wielspin) tijdens het accelereren waardoor het contact met de weg verloren zou gaan en geen optimale versnelling wordt verkregen. Terwijl ABS en ASR de lengtedynamica van het voertuig beïnvloeden, verbetert ESP daarnaast de dwarsdynamica. ESP verzekert daardoor een stabiel rijgedrag in alle richtingen.

## Effectiviteit van het systeem
De technologie is een belangrijke bijdrage aan de veiligheid bij het besturen van een auto. Internationaal onderzoek toont aan dat minstens 40 procent van alle verkeersongevallen met fatale afloop veroorzaakt wordt door slippen. Volgens deze onderzoeken kan ESP het risico op slippen verminderen met 80 procent. Bij een ADAC-test in 2010 werden twee bijna identieke auto's getest, waarvan een met en een zonder ESP. De auto met ESP kwam heelhuids door de elandtest, de auto zonder vloog uit de bocht en kwam op het dak tot stilstand.
Volgens een studie van de Universiteit van Keulen kan de standaardinvoering van ESP in Europa alleen al elk jaar 4.000 levens redden en 100.000 gewonden voorkomen. Een onderzoek van Mercedes toont aan dat door het standaard installeren van ESP op al zijn modellen het aantal ongevallen met een voertuig met 29% gedaald is. Volgens datzelfde onderzoek is het aantal auto-ongevallen algemeen met 15% gedaald. Volgens een onderzoek van Toyota in Japan vertonen voertuigen met ESP 35% minder ongevallen met een voertuig en 25% minder frontale botsingen.
Het 'European New Car Assessment Program' (EuroNCAP) benadrukt het belang van ESP en heeft daarom sinds februari 2009 hun safety rating aangepast. Nu kunnen nagenoeg enkel voertuigen met ESP nog 5 sterren halen in de tests.
Het Europese Parlement heeft ondertussen het voorstel om ESP verplicht te maken goedgekeurd. Zo moeten vanaf 1 november 2011 alle nieuwe modellen en vanaf 1 november 2014 alle nieuwe wagens uitgerust zijn met ESP.

## Kritiek
ESP krijgt soms de kritiek dat het systeem het rijgedrag zou beïnvloeden en dat de chauffeur door het verhoogde veiligheidsgevoel roekelozer zou gaan rijden. Deze kritiek is echter onterecht. De meeste chauffeurs zijn zich tijdens het rijden niet bewust van de aanwezigheid van het systeem, waardoor ze hun rijgedrag niet wijzigen. Bevragingen van chauffeurs wijzen zelfs in de richting van een rustiger rijgedrag. Ongevallenstudies brengen tevens aan het licht dat het aantal ongevallen dankzij ESP vermindert en tonen ook geen verhoging van een ander type ongeval.

## Verschillende benamingen
ESP wordt door de verschillende autoconstructeurs onder een andere benaming in hun modellen gebruikt:
- ESP: Electronic Stability Program (Audi, Chrysler, Citroën, Fiat, Ford, Hyundai, Jeep, Kia, Mercedes-Benz, Opel, Peugeot, Renault, Saab, Seat, Škoda, Smart, Suzuki, Volkswagen, Chevrolet, Cadillac, Alfa Romeo, Nissan, Mitsubishi)
- VSA: Vehicle Stability Assist (Honda)
- DSC: Dynamic Stability Control (BMW, Jaguar, Land Rover, Mazda, Mini, Rover)
- ASC+T: Automatische Stabiliteits- en Tractie Controle (BMW) (oude benaming tot ±1996)
- VSC: Vehicle Stability Control (Lexus, Toyota)
- DSTC: Dynamic Stability and Traction Control (Volvo)
- VDC: Vehicle Dynamic Control (Alfa Romeo, Subaru)
- PSM: Porsche Stability Management (Porsche)